# 於秀敏
於秀敏（1983年3月22日—）是中國女子射擊運動員，出生於江蘇鹽城。

## 生涯
1998年，於秀敏進入江蘇射擊隊，教練孫江清。7年後，她入選國家隊，張衛剛為她的教練。
在未成為國家隊一員時。於秀敏在2003年時的澳洲世界杯中的女子個人雙向飛碟小項最終排名第5。次年的全國射擊系統賽第二站，她以210中刷新了團體小項的全國紀錄。
2005年的十運會，於秀敏得到一個第5位。翌年9月在新加坡舉行的亞洲錦標賽中，她奪得了女子個人雙向飛碟小項與女子團體雙向飛碟小項的冠軍。同年，她又成為全國錦標賽的第三位。同年12月，在第15届多哈亚运会射击项目女子双向飞碟团体决赛暨个人赛资格赛的比赛中，魏宁、於秀敏和张冬连三人组成的中国队以团体总成绩207中夺得冠军。同日的個人小項中，她壓過泰國對手得到一面銅牌。
2007年的南韓昌原站世界杯，於秀敏只排名第12。

## 外部連結
- 於秀敏 - 新浪体育 （页面存档备份，存于）